# Молінезія

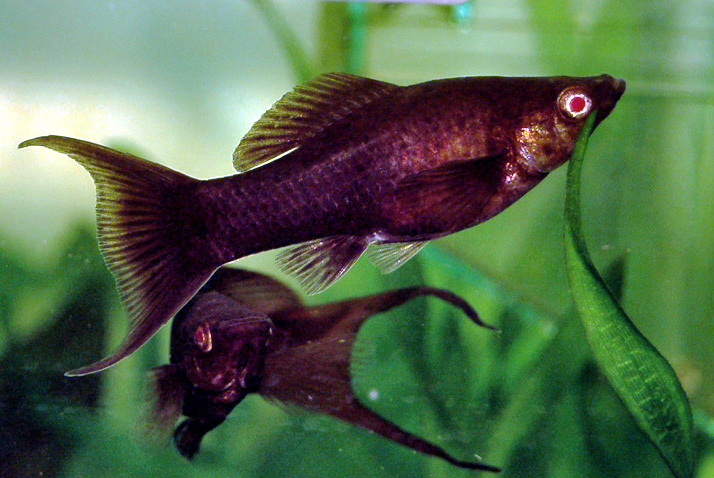
Чорна молінезія

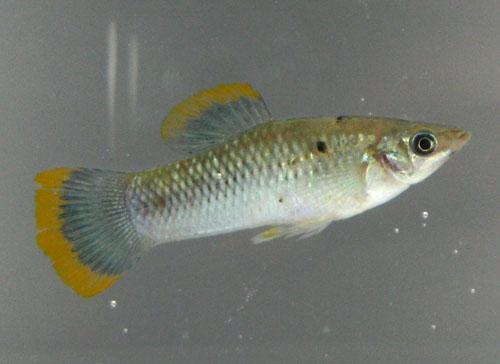
Дика форма молінезії

Молінезія (Poecilia sphenops Valenciennes 1846) — популярна живородна акваріумна рибка родини пецилієвих. На волі проживає у водоймах від Мексики до Колумбії.

## Поширення і форми рибок
Нижні течії, гирла і дельти річок обрали молінезії. У природних умовах високе сильне тіло цих риб буває завдовжки 15 см, в акваріумі — 6—9 см. Тіло і спинний плавець самців, який заввишки 5—7 см, синьо-сталеві. По них поздовжніми рядами проходять блискучі синювато-зелені крапки. На хвості також є такі самі крапки і коричнювато-червонуваті риски. На спинному і хвостовому плавцях червонувата облямівка. Нижня частина голови і черевця оранжеві. У самки спинний плавець нижчий, забарвлений менш виразно. В акваріумах трапляються чорні з червоною облямівкою на спинному плавці, золоті і бантові з довгими черевними плавцями форми вітрильної молінезії (Poecilia velifera).

Дикі форми мають переважно сіре забарвлення з крапками і штрихами різного кольору.
Чорне забарвлення молінезії дістали від однієї з форм гостроголової молінезії, поширеної і на Юкатані. В природних умовах вона зустрічається в тих самих місцях, що і вітрильні молінезії, але на більшій території — від Мексики до Колумбії. Рибка значно менша за розмірами. Самка до 9 см завдовжки, самець до 6 см. Жовтувато-сіре тіло вкрите чорними, синіми, жовтими і зеленими плямами. Акваріумні гостроголові молінезії суцільно чорні, оксамитові. Виведена форма з ліроподібним хвостовим плавцем.
У Центральній Америці живе ще один вид — високоплавцева молінезія (Poecilia latipinna). Від вітрильної відрізняється трохи коротшим спинним плавцем та деталями забарвлення. Гостроголова та високоплавцева молінезії утворюють в природі гібрид — молінезію-амазонку. З гібридних екземплярів виростають тільки самки. Рибки запліднюються самцями інших споріднених видів.

## Селекційна робота
Селекційна робота над рибкою почалася в першій половині XX століття. Молінезія сфенопс завезена до Європи в 1909, а веліфера — у 1913 році. З часом, вимоги до форми тіла і забарвлення цих риб зросли. Високий спинний плавець, бажано з червоною оторочкою, широкі черевні плавці (бантові молінезії), хвостовий плавець з довгими крайніми променями загнутими до середини (лірохвості молінезії) — ознаки, які намагаються закріпити і поліпшити акваристи всього світу.

## Годівля і утримування
В акваріумі молінезій краще годувати не тільки трубочником, а давати різноманітний живий корм та, особливо, корми рослинного походження, щоб у риб не сталося розладу травлення. Якщо годувати молінезій лише трубочником, то вони швидко втратять здатність до розмноження (активне утворення жирової тканини пригнічує нормальне функціонування статевої системи риб).
Акваріумні породи молінезій потребують теплішої (25… 27 °С) води, ніж інші живородки. Високоплавцевих молінезій краще утримувати при температурі, близькій до нижньої межі. Спинний плавець у мальків при цьому виростає вищий. В холодній воді молінезії часто хворіють.

В усьому іншому культивування цих риб не відрізняється від решти коропозубих живородок.
- Молінезія — теплолюбна риба, надає перевагу температурі води не нижче 24 °C.
- Самка виношує ікру протягом 40-45 днів і приносить 100—120 мальків. Вигодовувати мальків легко. При відсутності живого корму для мальків, його можна замінити будь-якими штучними подрібненими кормами.
- Мальки набувають насиченого чорного кольору через півтора-два тижні після народження.
- Вітрильна молінезія(Mollienesia velifera Regan 1914) родом із півострова Юкатан(Мексика). Надає перевагу воді твердішій (12-20 °C)та солоній (чайна ложка солі на 10л води), ніж інші представники родини. Оптимальна температура утримування — 27-30°С. Розмножуються, як і всі хребетні живородні риби (див.: Живородні акваріумні риби). Найкращий корм для молінезій — це рослинний корм. Високий вітрилоподібний спинний плавник надає самцю дуже красивий вигляд.

У природі зустрічаються два види: чорно-оксамитовий з червоними обрисами спинного плавника та сіра з маленькими, розкинутими по всьому тілі блискучими крапочками. Недавно вчені віднайшли ще два види цієї мирної риби, це золота і бантова молінезія.
Не зважаючи на те, що живородні риби набагато витриваліші, ніж інші, чисельність їх багатьох видів у природі значно зменшилася. Причина цього — господарська діяльність людини. Тому в Міжнародну Червону книгу занесено белонесоксів, ксеноток, мечоносців Андерса. Кочинський мечоносець у природних умовах уже не існує. На 1981 р. цей вид зберігався лише в акваріумі в кількості 100 особин.